# Александар Животић
Александар Животић (Београд, 1981) српски је историчар и универзитетски професор. Редовни је професор и шеф Катедре за историју Југославије на Филозофском факултету Универзитета у Београду, управник Центра за историју Југославије и савремену националну историју и некадашњи научни сарадник на Институту за новију историју Србије.

## Биографија
Александар Животић је рођен 1981. године у Београду. Завршио је Дванаесту београдску гимназију 2000. године. Студирао је историју на Филозофском факултету у Београду, где је дипломирао 2005. године (тема дипломског рада: „Формирање и долазак Одреда ЈНА на Синај 1956-1957. године“). На истом одељењу магистрирао је 2007. године, са темом „Југославија и Суецка криза 1956-1957“ и докторирао 2010. године са дисертацијом „Југославија, Албанија и велике силе 1945-1961“. Од 2006. до 2012. године радио је на Институту за новију историју Србије, где је стекао звање научни сарадник. На Катедри за историју Југославије на Одељењу за историју Филозофског факултета у Београду изабран је 2012. за доцента, 2017. године за ванредног, а 2022. године за редовног професора. Од 2019. године ангажован је као предавач на докторским студијама историје на Филозофском факултету у Косовској Митровици. Дана 1. октобра 2024. године именован је за шефа Катедре за историју Југославије на Филозофском факултету Универзитета у Београду и управника Центра за историју Југославије и савремену националну историју.
Године 2009. је завршио специјализацију из теорије и историје међународних односа на Институту за међународне студије Факултета друштвених наука Карловог универзитета у Прагу. Током 2011. године био је на постдокторском усавршавању на Институту за славистику Руске академије наука, као стипендиста Министарства за науку и технолошки развој Републике Србије. Такође је истраживао и усавршавао се у Београду, Софији, Будимпешти, Љубљани, Прагу, Лондону, Паризу, Бриселу и Москви. Био је ангажован на више истраживачких пројеката у земљи и иностранству. Учествовао је на више од 125 конференција и научних скупова у земљи и иностранству (Албанија, Алжир, Аустрија, Белгија, Бугарска, Грчка, Италија, Мађарска, Немачка, Пољска, Румунија, Русија, Словачка, Словенија, Уједињено Краљевство, Француска, Чешка, Швајцарска), а био је и гостујући предавач на универзитетима у Москви, Курску и Љубљани. Више пута је био предавач на семинарима за усавршавање наставника историје. Аутор је више десетина енциклопедијских одредница у Српској енциклопедији. У досадашњем научно-истраживачком раду објавио је више од 300 библиографских јединица.
Некадашњи је члан Управног одбора Музеја историје Југославије и председник Надзорног одбора Музеја жртава геноцида. Члан је Савета за неговање традиције ослободилачких ратова Србије Владе Републике Србије од октобра 2018. и председник Управног одбора Историјског архива Београда од децембра 2019. Био је члан редакције два водећа часописа националног значаја Токова историје и Војноисторијског гласника, као и редакције зборника „Југословенска дипломатија 1945-1961“ (Институт за новију историју Србије, Београд 2012). Члан је редакције часописа Историја 20. века, који издаје Институт за савремену историју. Члан је уређивачког одбора едиције „Документа о спољној политици Југославије“ Архива Југославије и инострани члан редакције руског часописа „Международная аналитика“ (Институт международных исследований МГИМО МИД России). Био је члан Комисије за информатику (2015—2018) и Комисије за обезбеђење квалитета и самовредновање (2018—2021) Филозофског факултета и представник Одељења за историју у комисији за доделу награде „Проф. др Радмила Милентијевић“. Био је стручни консултант у документарним филмовима „Србија у Великом рату“, „Срби на Крфу“, „Стварање Краљевине СХС“ и „Човек који је Хитлеру рекао Не“, у продукцији РТС.
Подручје његових стручних интересовања везано је за историју југословенске државе, посебно за војну и дипломатску историју и место Југославије у Хладном рату, спољну политику југословенске краљевине, југословенско-албанске односе у ХХ веку, југословенску политику на Блиском истоку, историју несврстаности, односе између социјалистичких земаља, односе између југословенске државе и западних земаља, настанак југословенске државе и улогу војних и политичких елита у југословенском друштву.
Говори енглески, руски и немачки језик, а служи се чешким и албанским. Живи у Београду, ожењен је и отац двоје деце.

## Дела
- Животић, Александар, Југославија и Суецка криза 1956-1957, Институт за новију историју Србије, Београд 2008.
- Bogetić, Dragan, Životić, Aleksandar, Jugoslavija i arapsko-izraelski rat 1967, Institut za savremenu istoriju, Beograd 2010.
- Животић, Александар, Форсирање песка. Одред ЈНА на Синају (1956—1967), Медија центар "Одбрана", Београд 2011.
- Животић, Александар, Југославија, Албанија и велике силе (1945—1961), Архипелаг, Институт за новију историју Србије, Београд 2011.
- Dimić, Ljubodrag, Životić, Aleksandar, Napukli monolit. Jugoslavija i svet 1942-1948, Arhipelag, Službeni glasnik, Beograd 2012.
- Животић, Александар, Мозаик изворних сведочанстава. Србија у Великом рату. Александар Боричић и РТС. Каталог изложбе, Радио-телевизија Србије, Београд 2014.
- Животић, Александар, Вашингтонска конференција 1951. Југословенско приближавање САД, Завод за уџбенике, Институт за новију историју Србије, Београд 2015.
- Животић, Александар, Југословенско-совјетске војне супротности (1947—1957). Искушења савезништва, Архипелаг, Институт за новију историју Србије, Београд 2015.
- Ђенерал Драгутин Милутиновић, Шумадијскa дивизијa II позива (1914—1915). Мемоарски записи, приредио Александар Животић, Медија центар "Одбрана", Београд 2015.
- Животић, Александар, Југословенско-совјетски односи 1939-1941, "Филип Вишњић", Београд 2016.
- Петар Живковић, Сећања 1903-1946, приредио Александар Животић, Задужбина "Никола Пашић", Народни музеј, Зајечар 2016.
- Југославија-СССР. Сусрети и разговори на највишем нивоу руководилаца Југославије и СССР 1965-1980. Том 2, Л. А. Величанскаја, Т. А. Џалилов, Љ. Димић (одговорни приређивач), М. Ф. Кишкина-Ивањенко, М. Милошевић, Н. Пантелић, А. С. Стикалин, А. Животић (приређивачи), Архив Југославије, Београд 2016.
- Встречи и переговоры на высшем уровне руководителей СССР и Югославии в 1946–1980 гг. Том второй 1964–1980, Л.А. Величанская (ответственный составитель), Т.А. Джалилов, Л. Димич, А. Животич, М.Ф. Кишкина-Иваненко, М. Милошевич, Н. Пантелич, А.С. Стыкалин, Международный фонд "Демократия", Москва 2017.
- Душан П. Стефановић, Дневник из 1914, приредио Александар Животић, Медија центар "Одбрана", Београд 2017.
- Љубомир И. Милић, Моравска дивизија II позива, 1‐2, приредио Александар Животић, Медија центар „Одбрана”, Београд 2018.
- Ђенерал Михаило Живковић, Добровољачки корпус у Русији. „Сећања команданта“, приредио Александар Животић, Завод за уџбенике, Београд 2018.
- Селиванов, Игорь, Животич, Александр, Гинзбург, Юрий, Международные отношения на Балканах в событиях и лицах, Министерство науки и высшего образования Российской Федерации, Курский государственный университет, Курск 2018.
- Тимофејев, Алексеј, Милорадовић, Горан, Животић, Александар, Србија-Русија, Југославија-СССР. Поводом 180 година дипломатских односа. Каталог изложбе / Сербия-Россия, Югославия-СССР. К 180 летию дипломатических отношенй. Каталог выставки, Архив Србије, Архив Југославије, Београд 2018.
- Животић, Александар, Путникова школа ратне вештине. Главни ђенералштаб војске Краљевине Србије (1903—1914), Медија центар "Одбрана", Београд 2019.
- Животич, Александр, Югославско-советские военные противоречия (1947-1957). Искушения союзничества, РОССПЭН, Москва 2019.
- Животич, Александр, Югославско-советские отношения 1939-1941, РОССПЭН, Москва 2019.
- Животић, Александар, Московски гамбит. Југослaвија, СССР и продор Трећег рајха на Балкан 1938-1941, Clio, Београд 2020.
- Животић, Александар, Војник и историчар. Генерал Живко Г. Павловић (1871-1938), Медија центар "Одбрана", Београд 2020.
- Животић, Александар, Пут у Метохију. Ибарска војска и Јаворска бригада Војске Краљевине Србије у Првом балканском рату (1912—1913), Прометеј, Радио-телевизија Србије, Архив Војводине, Нови Сад, Београд 2022.
- Животич, Александр, «Балканский фронт» холодной войны. СССР и югославско-албанские отношения. 1945–1968 гг., Институт славяноведения РАН, Нестор-История, Санкт-Петербург 2022.
- Животић, Александар, Одбрана Зајечара 1913. Тимочка војска у Другом балканском рату, Историјски архив "Тимочка крајина", Зајечар 2023.
- Радојевић, Мира, Димић, Љубодраг, Животић, Александар, Гавриловић, Дарко, Антоловић, Михаел, Патриотизам и национализам код Срба у XX веку: Идеје и пракса, Филозофски факултет Универзитета у Београду, Београд 2024.